# Break My Heart (Blue)
Break My Heart è un singolo dei Blue, realizzato il 14 marzo 2014 dall'album Roulette.

## Tracce
1. Break My Heart – 4:06